# Джефф Клапарда
Джефф Клапарда (англ. Jeff Klaparda; нар. 7 листопада 1963) — колишній американський тенісист.
Найвищу одиночну позицію світового рейтингу — 153 місце досяг 13 липня, 1987, парну — 59 місце — 31 серпня, 1987 року.
Здобув 1 парний титул.
Найвищим досягненням на турнірах Великого шолома було 3 коло в парному розряді.

## Фінали Гран-прі за кар'єру

### Парний розряд: 1 (1–0)
| Результат | W/L | Дата     | Турнір                            | Покриття | Партнер    | Суперники                   | Рахунок  |
| --------- | --- | -------- | --------------------------------- | -------- | ---------- | --------------------------- | -------- |
| Перемога  | 1–0 | Сер 1987 | Рай-Брук, Сполучені Штати Америки | Тверде   | Ллойд Бурн | Карл Лімбергер Марк Вудфорд | 6–3, 6–3 |

## Титули на челленджерах

### Парний розряд: (3)
| Ранг | Рік  | Турнір                                            | Покриття | Партнер         | Суперники                  | Рахунок       |
| ---- | ---- | ------------------------------------------------- | -------- | --------------- | -------------------------- | ------------- |
| 1.   | 1987 | Лагос, Нігерія                                    | Тверде   | Ллойд Бурн      | Луї Курто Ерік Віноградскі | 6–7, 6–2, 7–6 |
| 2.   | 1988 | Аптос, Сполучені Штати Америки                    | Тверде   | Пітер Паланджян | Ед Нейґел Джефф Таранго    | 6–3, 6–4      |
| 3.   | 1988 | Нью-Гейвен (Коннектикут), Сполучені Штати Америки | Тверде   | Пітер Паланджян | Зішан Алі Кріс Бейлі       | 6–2, 7–5      |